# Gossina
Gossina è un dipartimento del Burkina Faso classificato come comune, situato nella provincia  di Nayala, facente parte della Regione di Boucle du Mouhoun.
Il dipartimento si compone del capoluogo e di altri 15 villaggi: Bosson, Boum, Kalabo, Koayo, Kwon, Lekoun, Madamao, Massako, Naboro, Nianankoré, Nyfou, Sui, Tandou, Tarba e Zelassé.